# Francis Galton
Sir Francis Galton (Birmingham, 1822. február 16. – Haslemere, Surrey, Anglia, 1911. január 17.) angol polihisztor, felfedező, feltaláló, antropológus, földrajztudós, meteorológus. Zoológiai szakmunkákban nevének rövidítése: „Galton”.
Fontos szerepe volt a nagy-britanniai tudományos pszichológia kialakulásában. Sokat foglalkozott az eugenetikával, az egyéni különbségek vizsgálatával. Megfogalmazta a nature-nurture vitát. Ikervizsgálatokat végzett, kérdőíveket használt. 1909-ben lovaggá ütötték.

## Életpályája

### Fiatalkora
Francis Galton 1822. február 16-án született Birminghamben, Angliában, egy brit felsőosztálybeli család gyermekeként. Anyai ágon Erasmus Darwin unokája, Charles Darwin unokatestvére, apai ágon híres és sikeres fegyvergyártók és bankárok leszármazottja. Apja, Samuel Tertius Galton jómódú bankár volt, akinek halála után Galton olyan örökség birtokába került, hogy nem volt szükséges szakmát elsajátítania.
Egy rokkant nővér, Adéle végezte korai tanítását. Beszámolók szerint Galton csodagyerek volt. Koraérettségét bizonyítja, hogy 4 évesen már tudott olvasni, ismerte a latin főneveket és mellékneveket, tudott összeadni, szorozni és ismerte az órát is. 13 évesen a King Edward Schoolba került Birminghambe, ám skarlátos lett, és ez hátráltatta tanulmányaiban. 16 évesen elkerült a magániskolából a birminghami kórházba, mint házi tanuló. Édesapja azt akarta, hogy Galton orvos legyen. 1840–44-ig matematikai tanulmányokat is folytatott. 1844-ben megszerezte B.A. (Baccalaurens Artium) fokozatát Cambridge-ben, ahová májusban apja halála miatt nem tért vissza, hogy folytassa orvosi tanulmányait.
Korai éveiben Galton lelkes tanuló volt. 1845–46-ban elment Egyiptomba, 1850-ben csatlakozott a Royal Geographical Society-hez, hogy egy Afrikába induló kétéves nehéz expedícióban részt vegyen, amelyben a mai Namíbia területén térképeztek fel részeket. 1855-ben megjelent az Art of Travel (Az utazás művészete) című könyve.

### Működése
Galton polihisztor volt, aki jelentősen hozzájárult a tudomány néhány területének fejlődéséhez, beleértve a meteorológiát (anticiklon felfedezése és az első népszerű időjárási térképek), statisztikát (regresszió és korreláció), pszichológiát (szinesztézia), biológiát (környezet és öröklés mechanizmusa), kriminológiát (ujjlenyomat). Galton megalkotott egy tengeri szemüveget, amely lehetővé tette számára hogy a fürdőbe merülve olvashasson. A statisztikát alkalmazta az imádság hatékonyságának megállapítására és kimutatta, hogy az Istenhez intézett kérések nem képesek megvédeni az embereket a betegségektől.

## Munkássága

### Öröklés,eugenika
1859-ben megjelent unokatestvére, Charles Darwin A fajok eredete című műve, ami megváltoztatta Galton életét. Érdeklődése a környezettől az emberek felé fordult. 1869-ben jelent meg legismertebb műve, a Hereditary Genius: An Inquiry into Its Laws and Consequences (Öröklött lángelme: az öröklődés törvényeiről és következményeiről). A műben azt igyekezett bizonyítani, hogy az ember természetes képességei öröklődésből származnak. Az egyéni különbségekben döntő szerepet játszik az öröklés, s a kiválóság egynemű. A különböző területeken kiemelkedő emberek családfáját vizsgálta. Azt is megfigyelte, hogy minél közelebbi volt a rokonság, a tehetség előfordulása annál nagyobb volt, és hogy a rokonok hasonló területeken voltak tehetségesek. Galton úgy vélte, az eredmények igazolják a nézetét a képességek örökletességéről, azonban a környezeti hatások befolyásának a lehetőségét könyvében nem vette figyelembe. Készített egy kérdőívet, melyet a Királyi Társaság 200 kiemelkedő tagjának elküldött. A legtöbb tudós a tudomány iránti érdeklődését veleszületettnek vallotta, azonban bizonyítékok támasztották alá a környezet szerepét is. Galton a „nature and nurture” (öröklött és tanult) kifejezést 1874-ben megjelent könyvében (English Men of Science: Their Nature and Nurture) használta, ami a kiemelkedő brit tudósokról szólt. Nature az, amit az ember magával hoz a világra, és nurture minden hatás, ami éri a születése után.
Galton bevezette az ikervizsgálatot, mert felismerte, hogy a környezeti tényezők is hatnak a fejlődésre, és így az örökletes és a környezeti tényezők relatív hatását meg tudta mérni. Galton tett először kísérletet az értelmi képességek mérésére. Darwin evolúciós elmélete után kezdték érdekelni az egyéni különbségek. Szerinte az intelligencia egy kivételes érzékelési és észlelési képesség, ami egyik generációról a másikra öröklődik. Annál intelligensebbek vagyunk, minél érzékenyebbek az észlelési érzékszerveink, hiszen minden információ ezeken keresztül kerül hozzánk. Galton olyan következtetésre jutott, hogy az eugenika (fajegészségtan) vagy a szelektív szaporodás segítségével növelni lehetne az emberi faj értelmi képességeit.
1884-ben a londoni Nemzetközi Egészségügyi Kiállításon felállította az első antropometrikus laboratóriumot, ahol több mint 9000 látogatóval végzett vizsgálatot fejméretre, látásélességre, hallásküszöbre, reakcióidőre és vizuális formaemlékezetre. Galton eredményei nem az intelligencia mérését mutatták, de bevezette a korrelációs együtthatót. Galton sürgetésére Karl Pearson bevezette a Pearson-féle produkt-momentum korrelációs együtthatót.
Galton egyéb pszichológiai munkásságához tartozik a szóasszociációs vizsgálat, a vizuális képzeletről végzett kutatásai, és foglalkozott emberi és állati hallás tanulmányozásával is.

### Statisztika, szórás, regresszió és korreláció
Az 1860-as évek végén Galton kigondolta a szórást (átlagos eltérés). Feltalálta a regresszió sorozat használatát, és ő volt az első, aki leírta és megmagyarázta a regresszió közös jelenségét az átlag irányába. Úttörő volt a normális eloszlás használatában, felfedezte a kétváltozós normál eloszlás tulajdonságait és a regresszióelemzéssel való kapcsolatát. Elkészítette a Galton-deszkát.

### Ujjlenyomat
Galton kimutatta, hogy az ujjlenyomat jellegzetes mintázata minden személynél ugyanaz marad egész élete során. Azóta az ujjlenyomat-azonosítás a személyazonosság megállapításának legfontosabb eszköze lett mind a büntetés-végrehajtásban, mind a különböző biztonsági beléptető rendszerekben. Galton rámutatott arra, hogy vannak speciális ujjlenyomat típusok, amiből 8 általános kategóriát határozott meg. Számításai szerint 64 milliárd ember esetén fordulhat elő egyszer, hogy a tíz ujj lenyomata megegyezzen két személynél. Eredményeit 1892-ben megjelentette Ujjlenyomatok című könyvében. A bengáli rendőrfőnökkel (Sir Edward Henry) konzultálva kialakították a ma is használatos, róluk elnevezett Galton-Henry tízujjas ujjlenyomat osztályozási rendszert, melyben a nyomokat 1024 főosztály, megannyi osztály és alosztály egyikébe sorolják be.

## Hatása
Francis Galton különleges képességű, magas intelligenciájú újító volt, aki az élet sok területén tevékenykedett, sok dolgot fedezett fel és alkotott maradandót az utókor számára. Halála előtt két évvel, 1909-ben lovaggá ütötték. 1911. január 17-én halt meg Angliában (Haslemere, Surrey).

## Főbb művei
1. Narrative of an explorer in tropical South Africa (1853, 1890)
2. The art of travel or shifts and contrivances available in wild countries. (Az utazás művészete) (1855)
3. Hereditary Genius: An inquiry into its laws and consequences. (Öröklött lángelme: az öröklődés törvényeiről és következményeiről) (1869)
4. English men of science: their nature and nurture (1874)
5. Inquiries into human faculty and its development (1883)

## Magyarul
- A genetika évszázada. Válogatás Gregor Mendel, Francis Galton írásaiból; vál., szerk. Szabó T. E. Attila; Kriterion, Bukarest, 1976 (Téka)